# Life is Feudal: Your Own
Life is Feudal: Your Own (LIF: YO; англ. Life is Feudal — жизнь феодальна; your own — свой собственный) — компьютерная ролевая онлайн-игра в средневековом сеттинге, разрабатываемая компанией Bitbox Ltd. Life is Feudal: Your Own — это средневековый многопользовательский сэндбокс с терраформингом, свободным строительством, разветвлённой системой ремёсел (плавка, ковка, фермерство, разведение животных и т. д.), элементами выживания, нон-таргет боёвкой[неизвестный термин], является частью франшизы Life is Feudal, но отличается от остальных игр серии Life is Feudal созданием собственных серверов на 64 человека.

## История
Life is Feudal: Your Own изначально была выпущена Bitbox Ltd. на платформе Steam в сентябре 2014 года в рамках программы раннего доступа. Игра вошла в десятку продаваемых игр в Steam в течение двух недель, получив 93 % положительных отзывов. За месяц было продано более 100 000 копий Life is Feudal: Your Own, и её популярность продолжала расти. По состоянию на начало марта 2017 года количество проданных цифровых копий игры оценивалось более чем в 370 тыс. экземпляров.
Официальный релиз Life is Feudal: Your Own вышел с новой графикой 17 ноября 2015 года.

## Игровой процесс
| Системные требования    | Системные требования                                                             | Системные требования                                                             |
| ----------------------- | -------------------------------------------------------------------------------- | -------------------------------------------------------------------------------- |
|                         | Минимальные                                                                      | Рекомендуемые                                                                    |
| Windows 7               |                                                                                  |                                                                                  |
| ОС                      | Windows 7 (SP1)                                                                  | Windows 7 (SP1), Windows 10                                                      |
| ЦПУ                     | (AMD): Phenom II X4 как минимум 2,5 GHz или (Intel): Core i5 как минимум 2,5 GHz | (AMD): Phenom II X6 как минимум 3,5 GHz или (Intel): Core i7 как минимум 3,5 GHz |
| Объём ОЗУ               | 4 гб                                                                             | 8 гб                                                                             |
| Место на диске          | 5 гб                                                                             | 10 гб                                                                            |
| Информационный носитель | цифровая дистрибуция                                                             | цифровая дистрибуция                                                             |
| Видеокарта              | 11.0, (AMD): Radeon™ HD 5850 или (NVIDIA): GeForce® GTX 460                      | 11.0, (AMD): Radeon™ HD 6970 или (NVIDIA): GeForce® GTX 660                      |
| Устройства ввода        | клавиатура, компьютерная мышь                                                    | клавиатура, компьютерная мышь, геймпад                                           |

Life is Feudal: Your Own является более сокращенной, «карманной» версией MMO, её предшественницей, действие которой происходит на острове протяженностью 3×3 км, который, возможно, послужит основой для начального острова в ММО версии.
Симулятор средневековой жизни для 64 игроков в игровом мире размером 3×3 км. В нём играющий попадает в средневековую обстановку с возможностью создать свой собственный мир и установить свои правила.
В игре реализовано свободное терраформирование и строительство, свой дом можно построить в любом месте карты. Карта заселена различными животными, как хищными (дикие), так и травоядными (домашние).
Также присутствует система клейма и гильдий (кланов), вы можете защитить свою территорию, дома, вещи, замки.
Боевая система игры уникальна. Она основана на физике и при этом является нон-таргет, то есть системой без захвата цели. Направление ваших атак зависит от движения мышью. Базовые перемещения в сочетании с направленными атаками позволяют проводить смертоносные комбинации с губительными последствиями.

### Гильдии
Основанные игроками организации в Life is Feudal: Your Own в общем случае называют Гильдии, но в зависимости от различных положений их в мире они разделяются на уровни (tiers):
Банда — не является гильдией, это просто группа игроков, которые пытаются создать свою собственную гильдию. Банды не могут участвовать в глобальной политически изменения их репутацию относительно других гильдий. Участники банд не могут носить имя своей гильдии или теги (знаки?) отличных от других гильдий. Банды не имеют какой либо территории (клайма).
Орден — это гильдия без какой либо территории (клайма) и с минимумом 10 игроков, которые составляют постоянную группу. Это идеально для наёмников и малых гильдий, которые хотят выделяться в мире. Орден не может участвовать в глобальной политически изменения репутацию относительно других гильдий. Участники Ордена могут носить имя и теги(знаки?) гильдии. Ордены не имеют какой либо территории(клайма).
Страна — это гильдия которая построила монумент и таким образом владеет землёй. Страна может участвовать в глобальной политически и изменять репутацию относительно других Стран и Королевств. Участники Страны могут носить имя и теги гильдии. Королевство — это Страна которая подтвердила принятие хотя бы одной просьбы о защите (репутация Союзник). Королевство работает так же как и страна, но имеет уникальное имя и политическую репутацию, которая автоматически применяется к подчинённым Странам. Другими словами, Королевство является ведущей гильдией в союзе разных гильдий.

## Отзывы и продажи
| Сводный рейтинг       | Сводный рейтинг |
| Агрегатор             | Оценка          |
| --------------------- | --------------- |
| GameRankings          | 72,00 %         |
| Metacritic            | 63/100          |
| «Критиканство»        | 63/100          |
| Иноязычные издания    |                 |
| Издание               | Оценка          |
| PC Gamer (US)         | 68/100          |
| Русскоязычные издания |                 |
| Издание               | Оценка          |
| PlayGround.ru         | 5/10            |
| «Игры Mail.ru»        | 7,0/10          |

Игра получила посредственные отзывы. На сайте-агрегаторе Metacritic средняя оценка игры составляет 63 из 100 на основе 11 обзоров для платформы PC.
Редакция PlayGround поставила 5 баллов из 10.
Летом 2018 года, благодаря уязвимости в защите Steam Web API, стало известно, что точное количество пользователей сервиса Steam, которые играли в игру хотя бы один раз, составляет 534 443 человека.